# Orchestra Sinfonica Svizzera della Gioventù
L’Orchestra Sinfonica Svizzera della Gioventù (SJSO) (in tedesco Schweizer Jugend-Sinfonie-Orchester, in francese Orchestre Symphonique Suisse des Jeunes, in romancio Orchester Sinfonic Svizzer da Giuventetgna) fu fondata nel 1969 e dal 1982 è organizzata come fondazione. L’orchestra è formata da musicisti provenienti dalle quattro regioni linguistiche svizzere ed è l’unica orchestra sinfonica giovanile su scala nazionale.

## Orchestra
Fino a cento giovani musicisti svizzeri, dall’età compresa tra i 15 e i 25 anni, si ritrovano due volte all’anno per studiare, sotto la direzione del maestro Kai Bumann, opere del vasto repertorio sinfonico. Le due sessioni di prove annuali, una in primavera e l’altra in autunno, si concludono ciascuna con una tournée di concerti. Pubblico e stampa apprezzano la qualità e la maturità musicale dei concerti offerti, in particolare le interpretazioni di opere impegnative, come la Nona sinfonia di Gustav Mahler.

## Storia
Alla fine degli anni Sessanta, Roman Jann e Christoph Reimann, grazie al sostegno di alcuni benefattori, fondarono l’Orchestra Sinfonica Svizzera della Gioventù. L’assemblea costituente si riunì nel 1969, presso la sede della corporazione “zur Zimmerleuten” a Zurigo. La prima prova si tenne il 29 aprile 1970 e il primo concerto il 2 gennaio 1971, nella sala da concerto dell’Hotel “Laudinella” a St. Moritz. Il legame della SJSO con questo albergo si è mantenuto negli anni; infatti la sessione di prove primaverile si tiene spesso in questo luogo. Dalla sua fondazione, quella che era inizialmente un’orchestra da camera, si sviluppa costantemente e, sotto la guida di diversi validi direttori, diventa presto una vera e propria orchestra sinfonica, in grado di confrontarsi con le opere più impegnative del repertorio sinfonico e di esibirsi regolarmente nelle più prestigiose sale da concerto svizzere. Nel 1999, su iniziativa di alcuni ex-membri della SJSO, fu fondata la Camerata Schweiz.

## Direttore principale
- 1970–1971: Hans Rogner
- 1972–1984: Klaus Cornell
- 1984–1995: Andreas Delfs
- dal 1998: Kai Bumann

### Direttori ospiti
- Autunno 1986: Ingo Ingensand
- Primavera 1996: Howard Griffiths
- Autunno 1996: Wolfgang Dörner
- Primavera 1997: Kai Bumann
- Estate 1997: Heinrich Schiff
- Autunno 1997: Johannes Schlaefli
- Estate 2001: Nello Santi
- Autunno 2017: Ludwig Wicki

## Mandato della fondazione
L’Orchestra Sinfonica Svizzera della Gioventù costituisce per i suoi giovani e talentuosi musicisti un’importante esperienza formativa che contribuisce allo sviluppo della loro carriera musicale. Ex-membri della SJSO suonano in diverse prestigiose orchestre professionali, in Svizzera e all’estero. Inoltre l’eterogenea provenienza dei giovani musicisti, dalle quattro regioni linguistiche svizzere, favorisce lo scambio tra le diverse entità culturali nazionali. La fondazione è sostenuta finanziariamente da Confederazione, Cantoni, Comuni, sponsor privati e soci sostenitori.